# Liste der Kulturgüter in Pregny-Chambésy
Die Liste der Kulturgüter in Pregny-Chambésy enthält alle Objekte in der Gemeinde Pregny-Chambésy im Kanton Genf, die gemäss der Haager Konvention zum Schutz von Kulturgut bei bewaffneten Konflikten, dem Bundesgesetz vom 20. Juni 2014 über den Schutz der Kulturgüter bei bewaffneten Konflikten sowie der Verordnung vom 29. Oktober 2014 über den Schutz der Kulturgüter bei bewaffneten Konflikten unter Schutz stehen.
Objekte der Kategorien A und B sind vollständig in der Liste enthalten, Objekte der Kategorie C fehlen zurzeit (Stand: 1. Januar 2023).

## Kulturgüter
| Foto |                                                                                     | Objekt                                                                                                  | Kat. | Typ | Standort                                                   | Beschreibung |
| ---- | ----------------------------------------------------------------------------------- | --- | ---- | --- | ---------------------------------------------------------- | ------------ |
| ja   | Datei hochladen · Wikidata zu Landgut Le Reposoir mit Orangerie (Q29479603)         | Landgut Le Reposoir mit Orangerie / Campagne du Reposoir avec orangerie KGS-Nr.: 02613                  | A    | G   | Route de Lausanne 225a 500332 / 120958                     |              |
| ja   | Datei hochladen · Wikidata zu Château Rothschild und Nebengebäuden (Q5118823)       | Château Rothschild mit Nebengebäuden / Château Rothschild et Dépendances KGS-Nr.: 02614                 | A    | G   | Route de Prégny 30–34 499964 / 121252                      |              |
| ja   | Datei hochladen · Wikidata zu Rothschild-Gewächshäuser (Q29479608)                  | Rothschild-Gewächshäuser / Serres de Rothschild KGS-Nr.: 08453                                          | A    | G   | Chemin Palud 10–14 499676 / 121351                         |              |
| ja   | Datei hochladen · Wikidata zu Auslandschweizer-Museum (Q3330141)                    | Auslandschweizer-Museum / Musée des Suisses dans le monde KGS-Nr.: 08684                                | A    | S   | Chemin de l’Impératrice 18 499955 / 120938                 |              |
| ja   | Datei hochladen · Wikidata zu Weltgesundheitsorganisation (WHO), Archiv (Q27487117) | Archiv der Weltgesundheitsorganisation / Archives de l’Organisation mondiale de la santé KGS-Nr.: 09156 | A    | S   | Avenue Appia 20 499384 / 120983                            |              |
| ja   | Datei hochladen · Wikidata zu Schloss Penthes (Q2970196)                            | Château de Penthes KGS-Nr.: 02615                                                                       | B    | G   | Chemin de l’Impératrice 18 499938 / 120934                 |              |
| ja   | Datei hochladen · Wikidata zu Schloss Tournay (Q29711399)                           | Château de Tournay KGS-Nr.: 02616                                                                       | B    | G   | Chemin Palud 16, 16.2 / Route de Pregny 37 499674 / 121460 |              |
| ja   | Datei hochladen · Wikidata zu Villa Perrot (Q29711433)                              | Villa Perrot KGS-Nr.: 02617                                                                             | B    | G   | Route de Pregny 38 500100 / 121750                         |              |
| ja   | Datei hochladen · Wikidata zu (Q29711416)                                           | Gewächshäuser von Pregny / Serres de Pregny KGS-Nr.: 11823                                              | B    | G   | Chemin Palud 10.7 499760 / 121340                          |              |